# Arzel Even
Pour les articles homonymes, voir Even.
Jean Raymond François Piette, plus connu comme Arzel Even, né le 3 février 1921 à Lille et mort le 19 décembre 1971 à Aberystwyth, est un linguiste celtisant. 
Il avait pour autres pseudonymes Natrouissus, Gereint, Natrovissus, Artomagalos, Idriss Gawret ou Idris Gawr.

## Biographie
Il fut l'un des collaborateurs au sein de la rédaction du quotidien La Bretagne de Yann Fouéré pendant la guerre. Jeune étudiant, il participe au comité consultatif de Bretagne.
À la Libération, il a cofondé la revue Kened et a fondé Hor Yezh.
Il est l'auteur d'une histoire des langues celtiques (Istor ar Yezhoù keltiek, Hor Yezh, 1956 puis 1987), d'études dans le Bulletin of the Board of Celtic Studies, dans Ogam Celticum, de nouvelles et d'articles dans Al Liamm.
Il fut lecteur de breton et de cornique à l'université d'Aberystwyth au Pays de Galles (où est conservé un fonds d'environ 500 ouvrages de sa bibliothèque en langue bretonne). Il fit partie de la Kredenn Geltiek.

## Œuvre
Son ouvrage phare Istor ar yezhoù keltiek (Histoire des langues celtiques) reflète les conceptions linguistiques de son temps, notamment la supposition d'une origine commune entre les langues celtiques et italiques.
Il demeure un ouvrage de référence quant à son objet principal qui est l'histoire de l'ensemble des langues celtiques actuelles ou passées.